# Ljubovčići
Ljubovčići su naselje u općini Hadžići, Federacija BiH, BiH.
Selo se nalazi pod obroncima Bjelašnice, 3 kilometra od Pazarića. Kroz selo protiče rječica Ljubovaca. 
Od sela vode markirane staze ka Šavnicima i ostalim planinarskim domovima na zapadnom masivu Bjelašnice.